# Jägernotprogramm

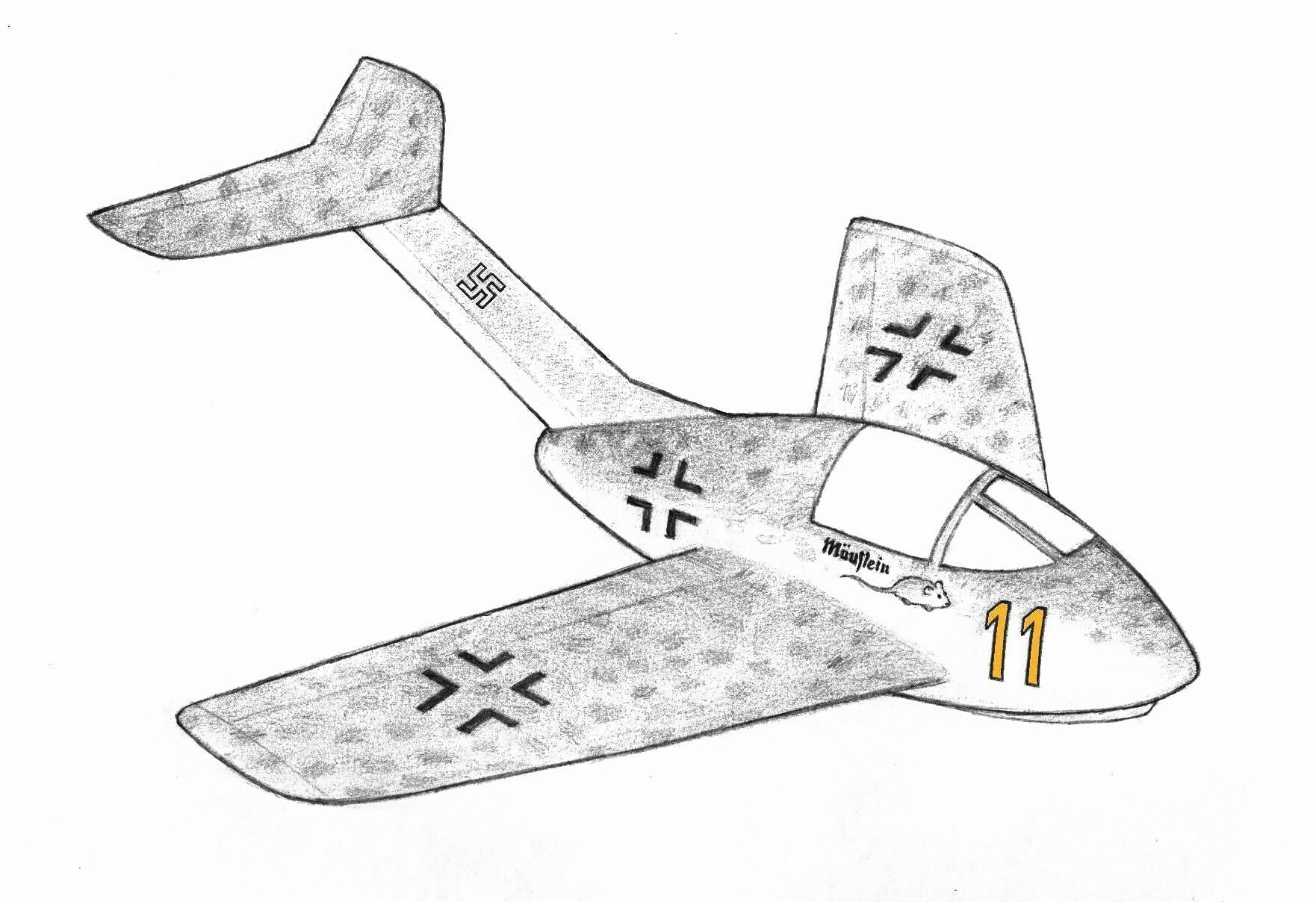
Projeto de caça Focke-Wulf Volksjäger 2

Jägernotprogramm (em português: "Programa de Emergência de Caças") foi um programa ocorrido em 1944 na Luftwaffe cujo objectivo era a redução da produção de aviões de bombardeamento e o aumento da produção de caças. Simultaneamente, foram desenvolvidos diversos projectos aeronáuticos para combater a frota de bombardeiros aliada.